# Kamienica Eduarda Schulza w Bydgoszczy
Kamienice Eduarda Schulza w Bydgoszczy – kamienice położone w Bydgoszczy przy ul. Gdańskiej 66-68.

## Położenie
Budynki stoją we wschodniej pierzei ul. Gdańskiej, między ul. Słowackiego a al. Mickiewicza.

## Historia
Kamienice wzniesiono w latach 1904–1905 dla restauratora Eduarda Schulza, prawdopodobnie według projektu architekta Rudolfa Kerna. Jednorodne stylistycznie budynki powstały na należących do właściciela dwóch posesjach (Gdańska 66 i 68). Obie kamienice tworzyły kompleks połączony zarówno formą architektoniczną, jak również osobami właścicieli i pełnioną funkcją.
Nieruchomości powstały na miejscu wcześniejszej zabudowy, wykorzystywanej do celów rozrywkowo-wypoczynkowych.
W połowie XIX wieku na zapleczu dzisiejszych kamienic znajdował się ogród letni i kręgielnia należące do egzekutora sądowego Karla Hildebrandta, a w latach 80. XIX wieku powstała restauracja. W 1882 roku w ogrodzie na zapleczu posesji wzniesiono drewniany budynek letniego teatru, nazywany początkowo „Wiktoria”, według projektu budowniczych: Józefa Święcickiego i Antona Hoffmanna.
Odbywały się tu przedstawień teatralne i koncerty.
W 1893 roku posesję nabył restaurator Eduard Schulz. Za jego czasów kompleks nosił nazwę „Elysium”, a od 1906 roku restaurację umieszczoną w nowym budynku nazwano „Restaurant zum Reichskanzler”. W 1922 roku właścicielem parceli stało się Towarzystwo Hotelowe „Deutsches Haus”, które prowadziło tu dalej restaurację, niemiecki teatr „Deutsche Bühne” oraz hotel działający w kamienicach przy ul. Gdańskiej 66-68 do 1945 roku. W okresie po II wojnie światowej funkcjonowała tutaj restauracja "Słowianka", w której górnej sali w listopadzie 1975 roku uruchomiono dyskotekę. W latach 1947–1949 w miejscu dawnego budynku teatralnego wybudowano według projektu architekta Alfonsa Licznerskiego obecny Teatr Polski.
W 2015, z okazji 250-lecia Teatru Publicznego w Polsce, na szczycie kamienicy przy ul. Gdańskiej 68 pojawił się mural o powierzchni 120 m kw. projektu Jakuba Woynarowskiego, jednego z najbardziej znanych polskich artystów sztuk wizualnych. Głównym elementem dzieła jest gigantyczne oko, wyglądające zza odsłoniętych kurtyn zaciemnionej sceny na ruchliwe ulice współczesnego miasta. Fundatorem malowidła jest Instytut Teatralny im. Zbigniewa Raszewskiego. Początkowo miało ono powstać na zachodniej ścianie 'Kamienicy pod Żaglowcem' przy ul. Siennej 45 w Warszawie, ale na skutek protestów realizacja projektu nastąpiła w Bydgoszczy.
W 2019 na zapleczu kamienicy urządzono niewielki skwer z krótką ścieżką i kolistym placem, przy którym ustawione będą ławki i murki pełniące rolę siedzisk. Na skwerze mają pojawić się kwitnące krzewy, przewiduje się dosadzenie drzew.

## Architektura
Kamienice posiadają fasady zdobione dekoracją o formach secesyjnych, znacznie uszczuplone w wyniku przebudów i remontów. Z dawnej dekoracji fasady budynku na Gdańskiej 66, zniszczonej podczas współczesnych prac remontowych, pozostały jedynie relikty sztukaterii i boniowanie parteru. Natomiast na fasadzie kamienicy przy Gdańskiej 68 przetrwały maszkarony i stylizowane motywy roślinne. Zachowała się również klatka schodowa z oryginalnymi drzwiami, balustradami i sztukateriami.

## Galeria

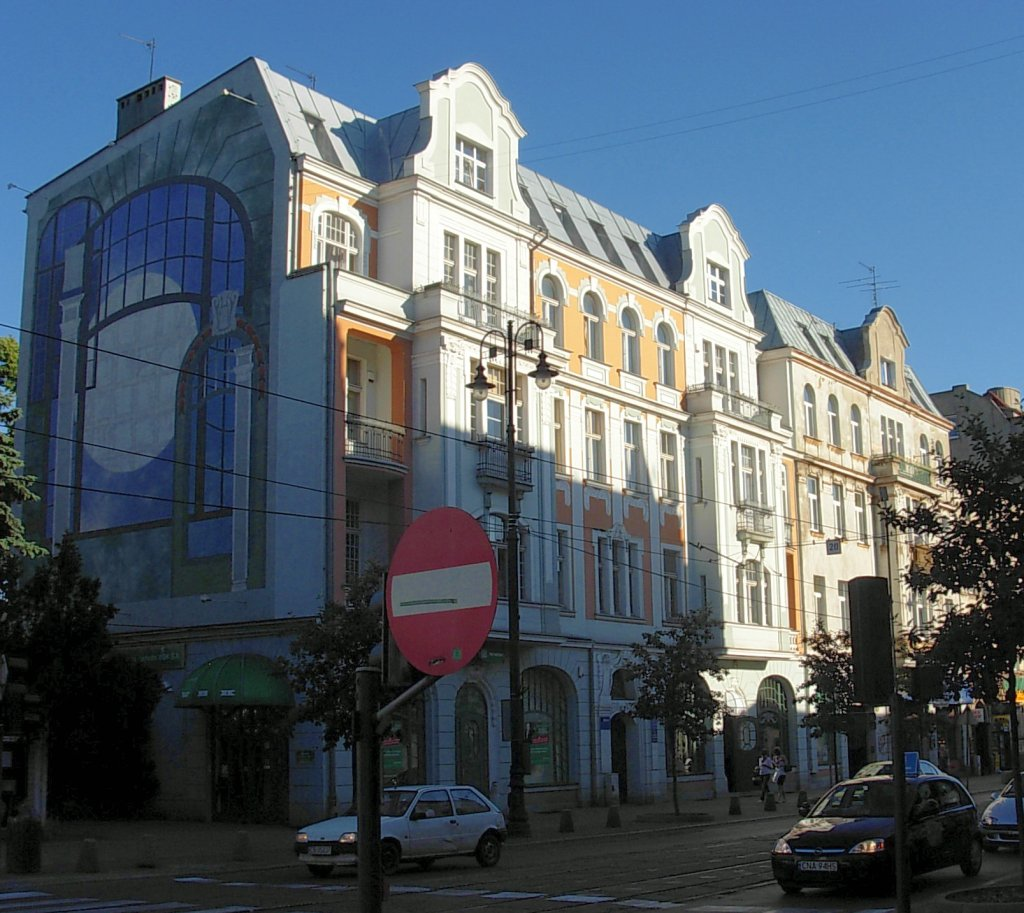
Kamienice Gdańska 66 i 68
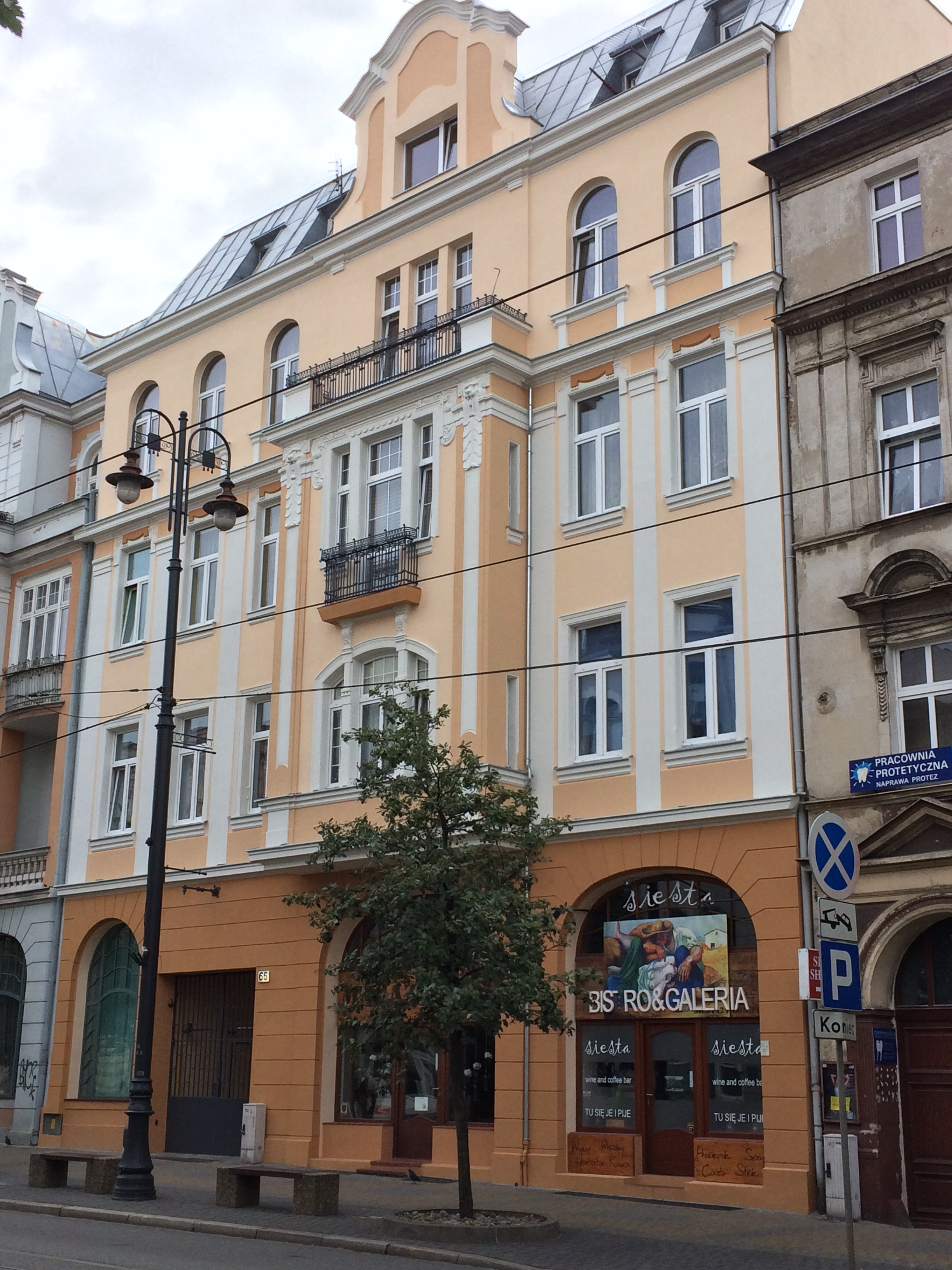
Gdańska 66
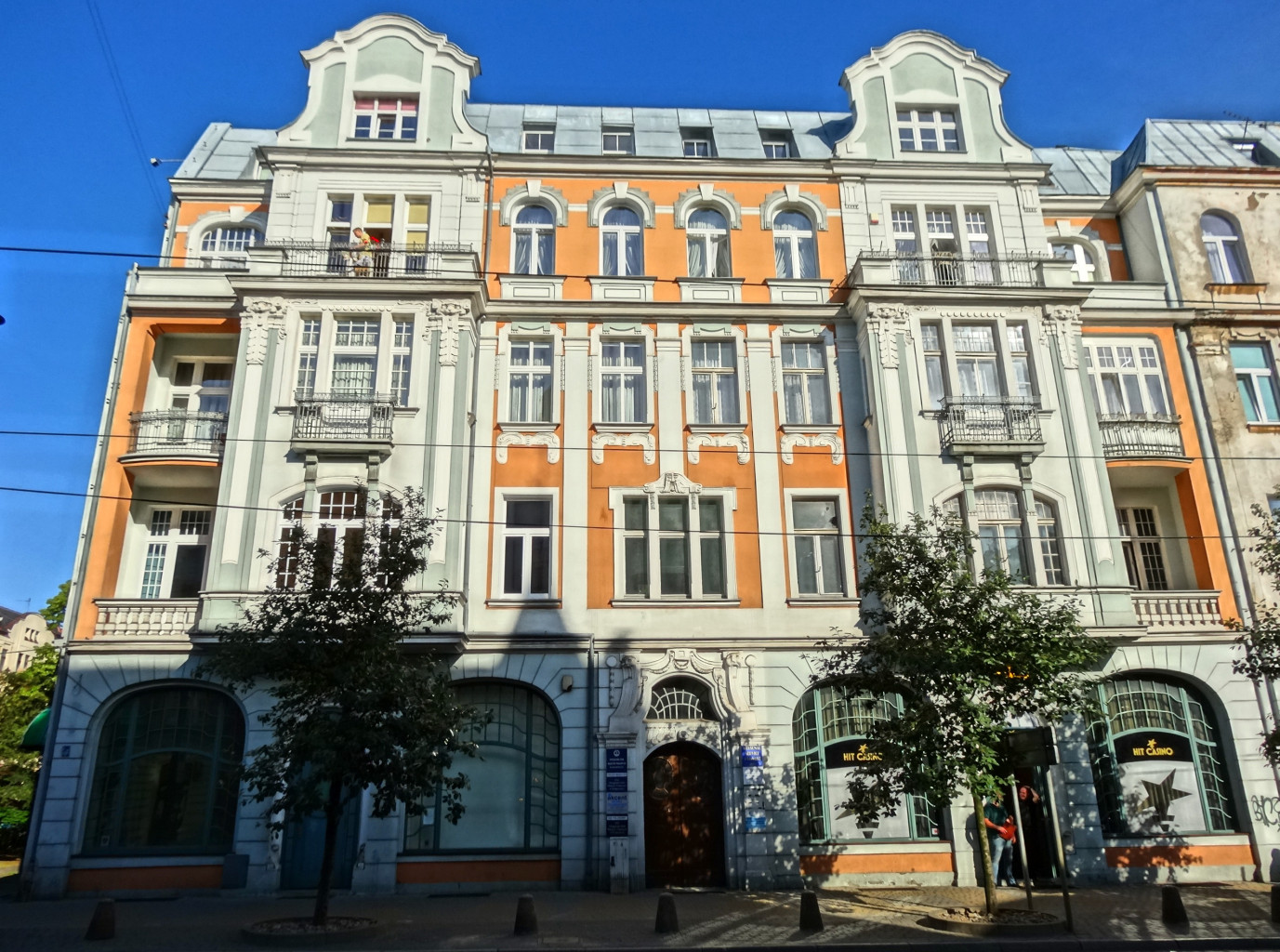
Gdańska 68
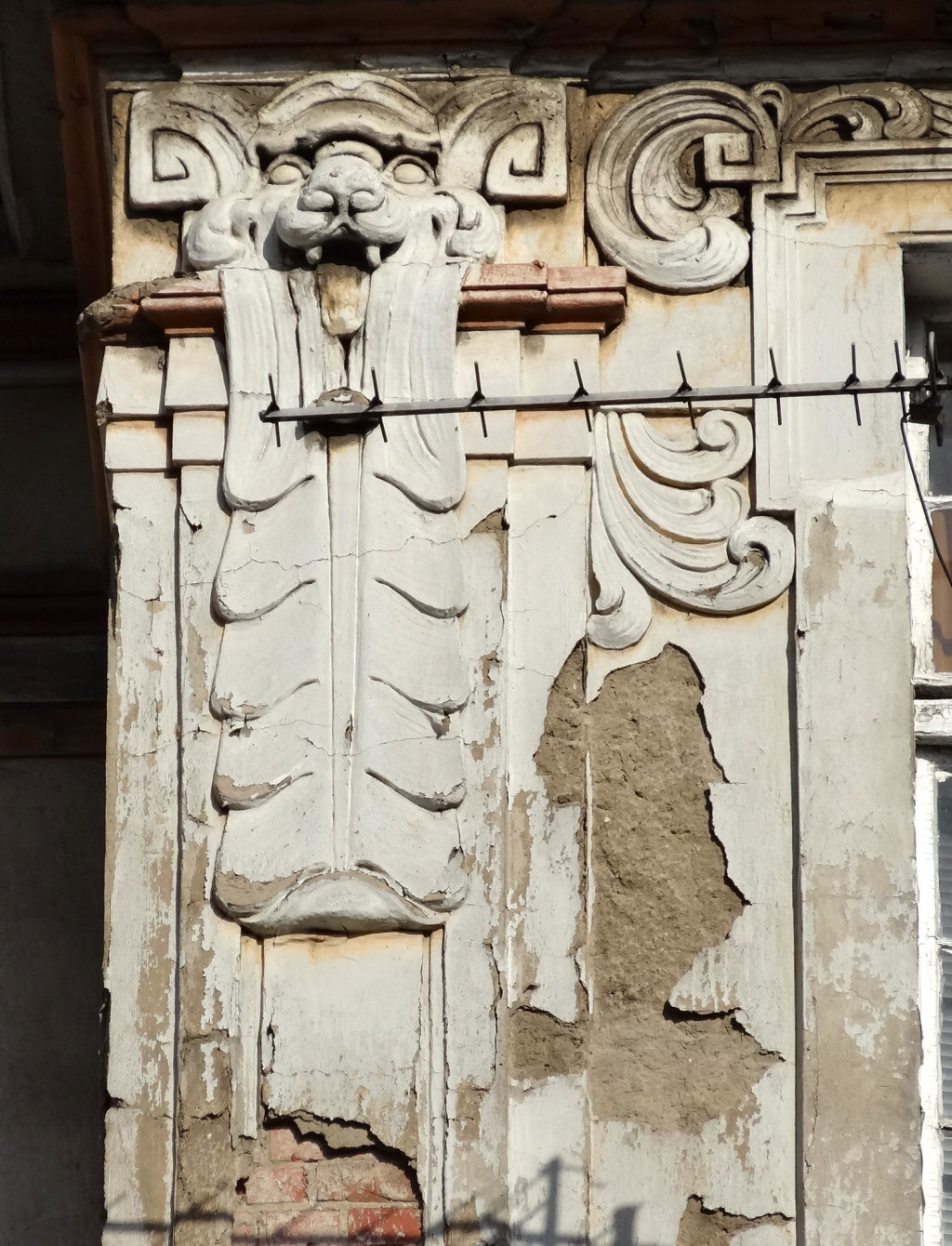
Secesyjne płaskorzeźby na kamienicy nr 66
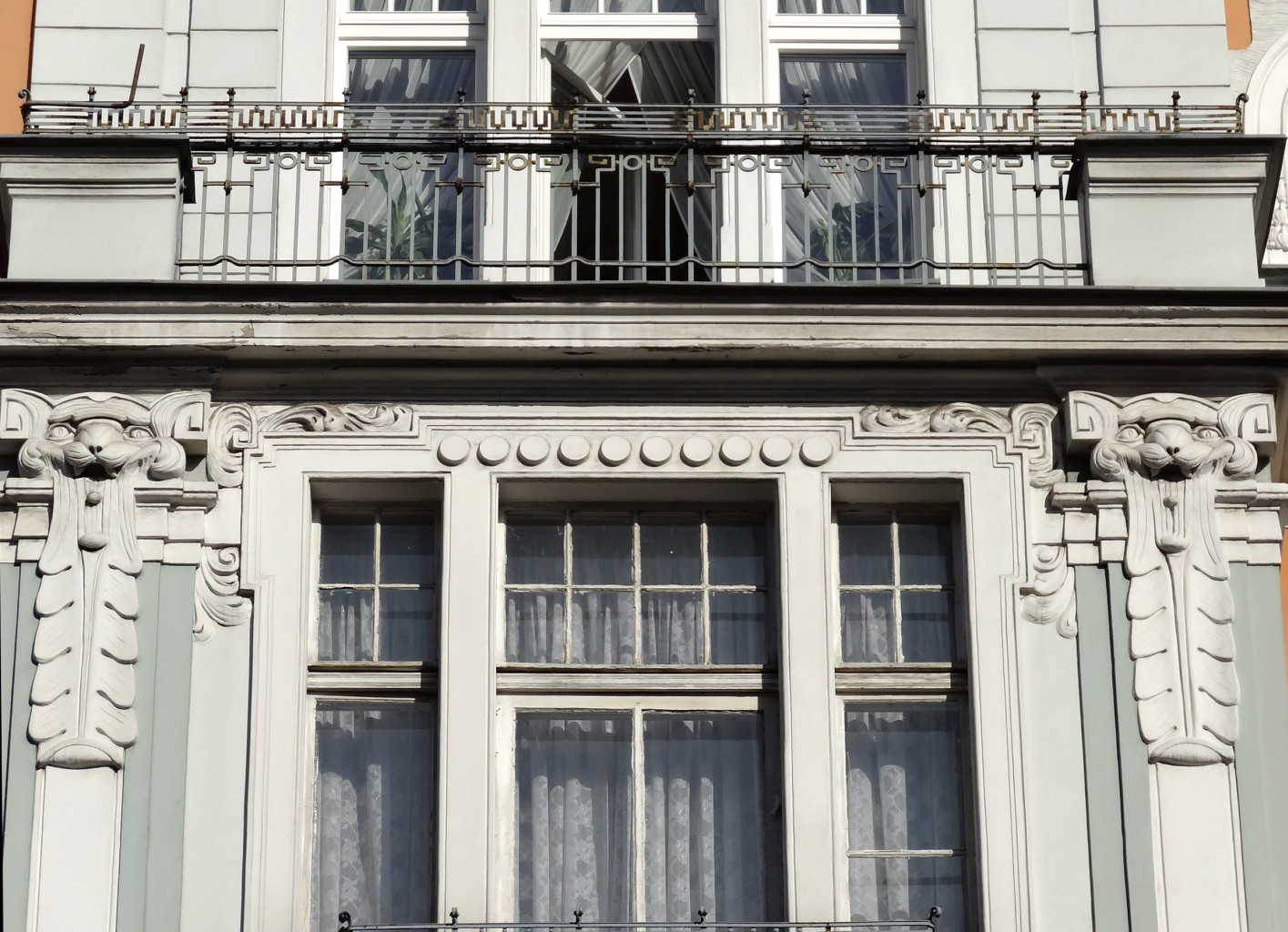
Zdobienia na kamienicy nr 68
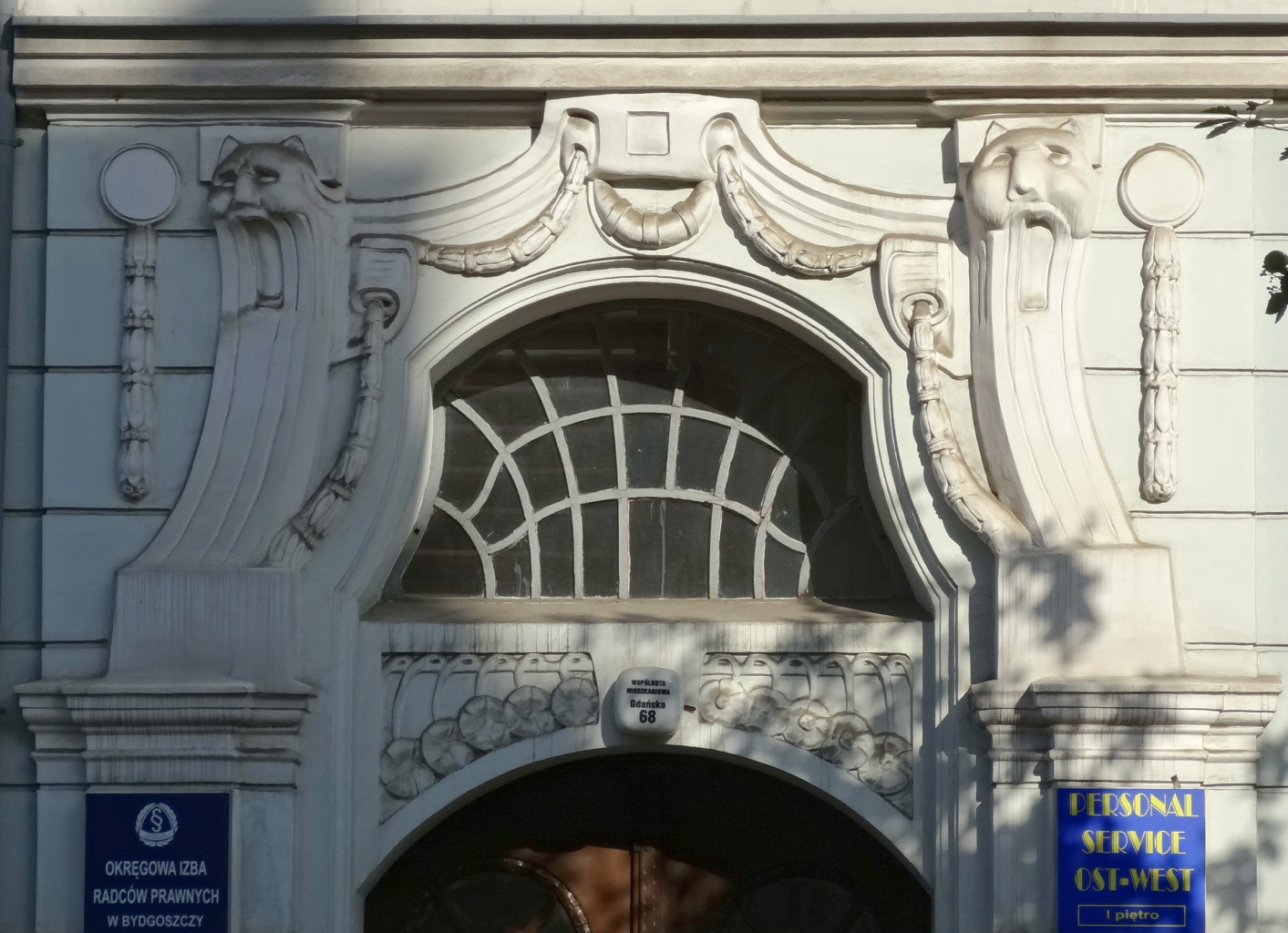
Naświetle